# Міжнародна електронна комерція
Міжнародна електронна комерція

## Стан у світі

### США
На сьогоднішній день лідером у сфері новітніх технологій електронної комерції є США. Цьому сприяло стійке економічне зростання1990-2000 рр., що супроводжувалося збільшенням продуктивності праці вдвічі за цей період. У той же час стрімко розвивалася індустрія комунікаційних технологій, значно підвищувалася кількість користувачів, радикально змінилася вартість комп'ютерів та їх комплектуючих. Якщо в 1990 р. лише 15 % родин США мали комп'ютери, то сьогодні цей показник перевищує 50 %. Причина полягає в тім, що в період з 1987 до 1994 року комп'ютери дешевшали на 10 — 12 %, а з 1995 р. — майже на 20 % щорічно.
Галузь електронної комерції зростає надзвичайно динамічно — на початку століття вона подвоюється щорічно, а наприкінці 2003 року обсяг світової торгівлі через мережу Інтернет досяг майже 1,25 млрд дол. США (1).
Важливим компонентом розвитку є створення галузевих Інтернет-ринків. Так, наприклад, у 2000 році три світові автомобільні корпорації — «Форд мотор», «Дженерал моторс», «Даймлер-Крайслер» з метою сприяння закупівлі комплектуючих деталей та інших товарів, прискорення виробничого процесу та зниження собівартості кінцевої продукції оголосили намагання створити найбільший у світі спеціалізований автомобільний Інтернет-ринок, який також дозволить зменшити термін доставки комплектуючих та автомобілів покупцям з 2 місяців до 10 днів.
Важлива галузь електронної комерції — комерція «бізнес — споживач» — прискорює темпи розвитку. Незважаючи те, що більшість світових користувачів увійшли в Інтернет тільки два роки тому, за даними Forrester Research, у 1994 р. споживачі США витратили на купівлю в Інтернеті тільки 240 млн дол., а в 2000 р. — уже близько 10 млрд дол. США. З них 33 % — на комп'ютерні товари, 23 % — на подорожі, 13 % — на розваги, 10 % — на квіти і подарунки, 5 % — на одяг. Близько 40 % покупців США використовують свої web-сайти для проведення хоча б деяких комерційних трансакцій.
Збільшується і кількість користувачів, що роблять регулярні покупки в онлайні. Так, у 1998 р. це приблизно 6 млн родин, а до 2010 р. ця цифра повинна досягти 20 млн.
Обсяг торгівлі через Інтернет вже обчислюється декількома трильйонами доларів. У найближчі роки він досягне 10 трлн дол., що еквівалентно всій економіці США. Безумовно, за рахунок виходу в онлайн і завдяки скороченню або повному відмовленню від традиційних витрат, пов'язаних з веденням бізнесу, компанії в усьому світі заощадять кількасот млрд дол.
Таким чином, вищевикладені факти дозволяють зробити висновок, що електронна комерція стане одним з наймогутніших сегментів національної економіки не тільки США, але й багатьох країн світу, що з успіхом упроваджують нові технології в усі сфери життєдіяльності суспільства.

### Європа
Тенденції електронної комерції в Європі найближчим часом розвиваються в напрямку розширення Інтернет-економіки. У найближчі два роки очікується збільшення користувачів електронної комерції, що приведе до росту продажів у 20 разів. Швидке зростання числа користувачів Інтернет приведе до того, що в цьому регіоні світу половина населення буде мати доступ в Інтернет. Найбільший ринок електронної комерції в Європі у Німеччини (30 % від загального обсягу, причому планується, що в 2004 р. 95 % німецьких родин будуть підключені до Інтернету), далі йдуть Велика Британія (23 %), Франція (9 %). Зміцнення позицій Інтернет-економіки пов'язано з очікуваним підвищенням рівня життя населення європейського континенту і збільшенням національного багатства. В Інтернет-сегменті ринку основними будуть продукти програмного забезпечення й послуги. Європейський ринок інформаційних технологій буде розвиватися в напрямку збільшення кількості послуг для різних секторів економіки: для промислового сектора — електронна торгівля «бізнес-бізнес», для фінансового сектора — Інтернет-банкінг, для енергетики — онлайновий білинг, для транспортного сектора — онлайнове планування і керування перевезеннями, для торгівлі — Інтернет-магазини, для освіти — дистанційне навчання. У найближчі три роки очікується активне використання нових форм електронної торгівлі: безпровідної, голосової, телевізійної. Понад 80 % керівників європейських фірм від подібних технологій чекають більшого ефекту, ніж від звичайної електронної комерції.

### Український сектор
За останні два роки ріст українського сегмента Інтернету (UAnet) спостерігається у всіх напрямках. Аудиторія UAnet подвоювалася щорічно за останні три роки, за різними оцінками, становить від 2 до 4 % населення. UAnet містить у собі більш як 12 тис. українських сайтів. Очікується щомісячний ріст відвідувачів UAnet на 15 %, 56 % аудиторії UAnet представлена жителями України, 19 % — Росії, 12 % — США, 8 % — Західної Європи, 5 % — інші. Регулярна аудиторія користувачів UAnet, що проживають в Україні, — 450 тис., а користувачів Інтернету — від 750 тис. до 2 млн чоловік. Швидке збільшення користувачів Інтернет стане рушієм Інтернет-сектора в Україні. Інтернет-економіка нашої країни представлена галузями комп'ютерної техніки і комунікаціями, рекламою і медіа-індустрією, Інтернет-послугами, електронною комерцією.
Сфера Інтернет-комерції розвивається не так швидко, як інші сегменти вітчизняного Інтернет-ринку, і має скромніші інвестиції, тому що Інтернет-магазини ще не одержали масового визнання українськими покупцями. В авангарді української електронної комерції Інтернет-магазини Molotok.com.ua, Bambook, Azbooke, Webshop. Kiev.ua. Через UAnet сьогодні добре продаються товари, що не вимагають контакту з покупцем: книги, касети, картки мобільного зв'язку, комп'ютери та комплектуючі. Багатообіцяючим є ринок туристичних послуг, ринок продажів та оренди житла, продажів автомобілів, коштовностей, рідкісних товарів. Водночас, за інформацією компанії TNS Interactive, всього 4 % жителів України мають доступ до мережі Інтернет і лише 1 % користувачів є одночасно Інтернет-покупцями (2).
Дуже перспективним в Україні є така форма організації інформаційної та торговельної взаємодії між компаніями через Інтернет, як електронна комерція «бізнес-бізнес». В умовах поглиблення міжнародного поділу праці, активного розвитку спільної комерції, коли підприємства не тільки купують один у одного продукцію, а й спільно працюють над виробництвом нових товарів та послуг, електронна комерція такого напрямку набуває особливого значення, оскільки вона передбачає формування тривалих партнерських відносин між підприємствами, які здійснюються через комунікаційні мережі.
В Україні вже створюються корпоративні портали, в межах яких систематизується корпоративна інформація та надається доступ до неї сертифікованим користувачам. Прикладом є корпоративні системи компаній «Квазар-Мікро» та Softline. Перспективним для України є також створення електронних ринків, систем управління ланцюжком комплектації, систем управління взаємовідносинами з клієнтами.
Важливим кроком у напрямі впровадження будь-яких систем «бізнес-бізнес» є використання відкритих міжнародних стандартів. В Україні вже існують технічні умови застосування цих технологій — створено національний електронний каталог товарів.
Для активного включення України в міжнародний електронний бізнес необхідне:
- — активне впровадження базового устаткування, комп'ютерів та телекомунікацій, у тому числі й у сільській місцевості, що забезпечить розширення комп'ютерної грамотності населення і належний рівень розвитку інфраструктури;
- — стимулювання швидкого розвитку інфраструктури мережі: розвиток Інтернет-магазинів, мережних бізнес-структур, операторів мережі та створення декілька великих вітчизняних Ітернет-порталів;
- — навчання професійним і загальним навичкам роботи в Інтернеті на всіх рівнях освітньої системи, включаючи держслужбовців;
- — розвиток внутрішнього споживчого ринку, підвищення купівельної спроможності шляхом досягнення стабільного економічного росту.

## Тенденції останніх років
На розвиток міжнародної електронної торгівлі в Україні та світі впливають ще й загальносвітові тенденції.
- По-перше, в останні роки у зв'язку зі зниження цін на комп'ютерні системи і програмне забезпечення спостерігається бум у галузі продажів комп'ютерів.
- Друга тенденція полягає у зростанні кількості користувачів Інтернетом. До 2020 р. приблизно більш як 1 млрд людей почнуть виходити в онлайн і буде створено понад 100 млн сайтів. Український сегмент Інтернету в наш час[коли?] являє собою більш як 12 тисяч сайтів, і також очікується щомісячний ріст відвідувачів на 15 % .
- Третя тенденція — це ріст онлайнових покупок, обсяг яких збільшився з 8 млрд дол. у 1999 р. до більш ніж 100 млрд у 2003 р.
- Четвертий напрямок пов'язаний з різким ростом кількості домашніх компаній. Кількість людей, що працюють удома, підскочило з 4 млн у 1990 р. до майже 16 млн у 2000 р.